# Edges of the Lord
Edges of the Lord is een oorlogsfilm uit 2001 geregisseerd door Yurek Bogayevicz.
De hoofdrol wordt gespeeld door Haley Joel Osment.

## Verhaal
Een 12-jarig Joods jongetje genaamd Romek moet onderduiken met zijn familie, zodat de nazi's hen niet zullen vinden. Hij komt terecht bij een Katholieke groep boeren en een priester, die Romek onder zijn hoede neemt. Alhoewel hij werd voorgesteld in het dorp als een verre neef van de boer, wordt zijn Joodse achtergrond al snel duidelijk.

## Rolverdeling
| Acteur               | Personage |
| -------------------- | --------- |
| Haley Joel Osment    | Romek     |
| Willem Dafoe         | Priest    |
| Liam Hess            | Tolo      |
| Richard Banel        | Vladek    |
| Olaf Lubaszenko      | Gniecio   |
| Małgorzata Foremniak | Manka     |
| Andrzej Grabowski    | Kluba     |
| Chiril Vahonin       | Robal     |
| Olga Frycz           | Maria     |
| Dorota Piasecka      | Ela Kluba |
| Wojciech Smolarz     | Pyra      |
| Marek Weglarski      | Max       |
| Edyta Jurecka        | Sara      |
| Ryszard Ronczewski   | Batylin   |
| Krystyna Feldman     | Wanda     |